# Saint-Alban (Quebec)
Saint-Alban es un municipio canadiense situado en la provincia de Quebec.

## Superficie
Saint-Alban tiene una superficie de 148,47 km².

## Demografía
En 2021, tenía 1196 habitantes, una densidad poblacional de 8,1 hab./km², y 776 viviendas.